# ستيغ أندرسون (راكب الكنو)
ستيغ أندرسون (بالسويدية: Stig Andersson)‏ هو راكب الكنو سويدي، ولد في 7 أغسطس 1927.